# 久尔陶·达尼埃尔
久尔陶·达尼埃尔（匈牙利語：Gyurta Dániel，1989年5月4日—），生于布达佩斯，匈牙利男子游泳选手，男子200米蛙泳的前奥运会纪录保持者。

## 生平
久尔陶年仅15岁时就在2004年雅典奥运会上，以2:10.80的成绩获得了男子200米蛙泳的银牌。他在雅典200米蛙泳上的游泳策略，不同于他的对手汉森和北岛康介那样一直保持高频和高速，而是前100米比较放松比较慢，后100米强烈的冲刺。
2008年8月12日，久尔陶在北京奥运会男子200米蛙泳预赛中打破了奥运会纪录，不过该纪录仅保持了一天就被北岛康介，在半决赛上再次打破。
在2009年世界游泳锦标赛中，久尔陶最后时刻超过埃里克·尚托，获得了男子200米蛙泳冠军。2012年伦敦奥运会获男子200米蛙泳冠军。

## 家庭
弟弟盖尔盖伊也是一名游泳选手。